# دالة جداءية
في نظرية الأعداد، دالة جداءية (بالإنجليزية: Multiplicative function)‏ هي دالة حسابية (f(n حيث n عدد صحيح موجب وحيث f(1) = 1 وحيث (f(ab) = f(a)f(b كلما كان a و b عددين أوليين فيما بينهما.
ويقال عن دالة حسابية (f(n أنها دالة جدائية بصفة كاملة إذا توفر ما يلي:
- f(1) = 1
- (f(ab) = f(a) f(b مهما كان a و b عددين طبيعيين حتى وإن لم يكونا أوليين فيما بينهما.

## أمثلة
- 1(n) : الدالة الثابتة، والتي تعطي دائما الواحد هي دالة جدائية بصفة كاملة.
- id(n) : الدالة المطابقة، أي التي تعطي دائما مدخلها، هي دالة جدائية بصفة كاملة.

أمثلة أخرى من الدوال الجدائية تتضمن الدوال الآتية، ذات الأهمية الكبرى في نظرية الأعداد:
- gcd(n,k): دالة القاسم المشترك الأكبر، دالةً للعدد n وحيث العدد k هو عدد ثابت لا يتغير، هي دالة جدائية.
- {\displaystyle \varphi (n)}: دالة مؤشر أويلر، والتي تعد الأعداد الصحيحة الطبيعية الأصغر من n والأولية نسبيا مع n (أي أن n والعدد الذي تعده هذه الدالة هما عددان أولييان فيما بينهما)، هي دالة جدائية.
- μ(n): دالة موبيوس، والمعرفة حسب عدد الأعداد اللائي يدخلن في تفكيك العدد n إلى جداء أعداد أولية، هي دالة جدائية. إذا قسم مربع العددَ n (أي أن العدد n غير خال من المربعات)، فإن هذه الدالة تعطي الصفر. تعطي الواحد إذا كان عدد هؤلاء الأعداد المفككة زوجيا، وتعطي ناقص واحد غير ذلك.

## وصلات خارجية
- عالم الرياضيات